# Stibasoma willistoni
Stibasoma willistoni är en tvåvingeart som beskrevs av Lutz 1907. Stibasoma willistoni ingår i släktet Stibasoma och familjen bromsar. Inga underarter finns listade i Catalogue of Life.